# Duitsland Instituut Amsterdam

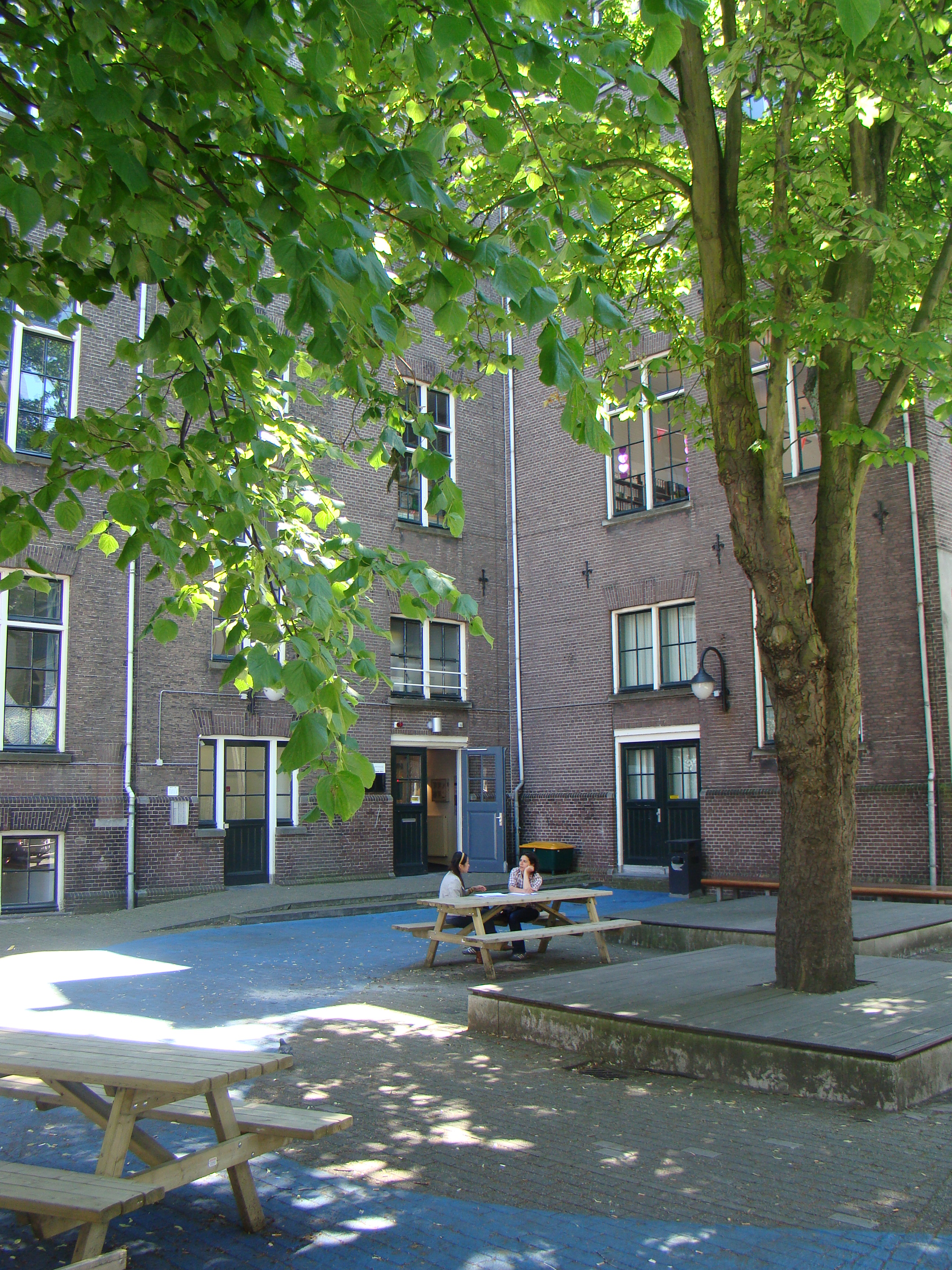
Duitsland Instituut Amsterdam

Das Duitsland Instituut Amsterdam (DIA) ist ein unabhängiges wissenschaftliches Institut in Verbindung mit der Universität von Amsterdam (UvA). Das Institut wurde 1996 mit der Zielsetzung, das Wissen über Deutschland in den Niederlanden am Schnittpunkt von Bildung, Wissenschaft und Gesellschaft zu verbessern und zu verbreiten. Es initiiert und fördert außerdem die grenzüberschreitende Zusammenarbeit von Netzwerken und den Austausch von Wissen.
Das Institut besteht aus fünf Abteilungen: Forschung, Bildung, Duitslandweb, Duitslanddesk und Öffentlichkeitsarbeit. Des Weiteren befindet sich im Haus ein Dokumentationszentrum, welches auf politische und gesellschaftliche Entwicklungen im Nachkriegsdeutschland und dem Verhältnis von Deutschland mit Europa und seinen transatlantischen Partnern spezialisiert ist. Dies bezieht sich sowohl auf die BRD wie auf die frühere DDR.

## Geschichte
1995 richtete das Ministerium für Bildung, Kultur und Wissenschaft das Deutschlandprogramm für den Hochschulunterricht ein. Im Rahmen dieses Programmes wurde beschlossen, ein Institut in der Randstad zu errichten, welches sich mit Politik, Wirtschaft und Geschichte Deutschlands aus niederländischer Perspektive beschäftigt. Das Institut wurde an die Universität von Amsterdam angebunden und am 28. Mai 1996 im Beisein von Prinz Claus offiziell eröffnet. Der erste Wissenschaftliche Direktor des DIA war Maarten C. Brands, welcher bis 2002 für die Leitung des Instituts verantwortlich war und dem Ton Nijhuis nachfolgte. 2002 wurde beschlossen die zweite Phase des Deutschlandprogramms zu beginnen, wobei die gesamte Verantwortung für die Koordination und Verwaltung des Programms dem DIA übertragen wurde. 2005 wurde der Beschluss für eine dritte Phase gefasst, welche auf die Ergebnisse der vorangegangenen Programme aufbauen konnte. Ein weiterer Forschungsschwerpunkt des neuen Programms ist der Einfluss der politischen, sozial-wirtschaftlichen und gesellschaftlichen Entwicklungen auf die zukünftige Position Deutschlands. Abgesehen vom niederländischen Bildungsministerium und der Universität von Amsterdam konnte das DIA einen dritten festen Partner gewinnen, seit 2001 besteht eine feste Kooperation mit dem Deutschen Akademischen Austauschdienst (DAAD), welcher eine wichtige Rolle in der Entstehung des Graduiertenkollegs gespielt hat.

## Forschung
Die Forschungsabteilung beschäftigt sich mit den Themen Geschichte, Politik, Gesellschaft und Kultur im zeitgenössischen Deutschland. Der Schwerpunkt liegt dabei auf den Bereichen Deutschland und Europa, deutsche auswärtige Politik und parteipolitische Veränderungen im heutigen Deutschland. Weiterhin sind die Mitarbeiter beteiligt am Bachelor- und Masterprogramm, unter anderem dem Masterstudium Deutschlandstudien. Ein wichtiger Bestandteil der Abteilung ist das Graduiertenkolleg, ein Forschernetzwerk für Doktoranden aus verschiedenen Forschungsrichtungen, welches diese während ihrer Promotion unterstützt. Hierbei wird eng mit dem DAAD zusammengearbeitet.

## Bildung
Die Bildungsabteilung organisiert Kurse und Studienreisen für Lehrer und Studenten der Lehrerausbildung der Fächer Deutsch, Geschichte, Erdkunde, Sozialkunde und Kultur. Des Weiteren entwickelt die Abteilung Unterrichtsmaterial und organisiert Aktivitäten für Jugendliche, z. B. den Hiphop-Schülertag und den Werbefilmwettbewerb „Daarom Duits“, um das Interesse an Deutschland und der Deutschen Sprache zu erhöhen. Zudem bietet die Abteilung auf der Website des Duitslandweb WebQuests für verschiedene Fächer an und koordiniert die Schülerredaktion.

## Duitslandweb
Die Internetseite Duitslandweb ist in niederländischer Sprache mit Informationen zu aktuellen gesellschaftlichen Entwicklungen in Deutschland. Die unabhängige Redaktion aktualisiert täglich die Inhalte mit Berichten, welche Hintergrundinformationen zu aktuellen Debatten in Deutschland bereitstellen. Zudem bieten verschiedene Dossiers und ein ausführliches Nachschlagwerk, mit den Themenschwerpunkten Geschichte, Politik, Wirtschaft, Literatur, Sport und Film, die Möglichkeit, sich in den unterschiedlichen Themen zu vertiefen. Ein Kalender bietet eine Übersicht über kulturelle und wissenschaftliche Veranstaltungen rund um Deutschland in den Niederlanden an.

## Duitslanddesk
Der Duitslanddesk informiert über Förder- und Stipendienprogramme des Duitsland Instituuts Amsterdam und des DAADs, berät bei der Aufnahme eines Studiums oder der Planung eines Forschungsaufenthaltes in Deutschland. Außerdem organisiert der Desk Netzwerk- und Informationsveranstaltungen, verstärkt die Zusammenarbeit zwischen niederländischen und deutschen Bildungseinrichtungen und betreibt Forschung zum Thema grenzüberschreitende Studierendenmobilität zwischen Deutschland und den Niederlanden. Neben lokalen Mitarbeitern verfügt der Duitslanddesk über ein DAAD-Lektorat.

## Öffentlichkeitsarbeit
Die Abteilung Presse- und Öffentlichkeitsarbeit organisiert verschiedene Aktivitäten mit Bezug auf politische, gesellschaftliche und kulturelle Entwicklungen in Deutschland, z. B. Buchpräsentationen, Debatten, Seminare und Filmvorführungen. Diese werden oftmals in Zusammenarbeit mit Partnerinstituten und Verlagen organisiert.